# Fin d'été
Pour plus de détails, voir Fiche technique et Distribution.
Fin d'été est un film français réalisé par Arnaud Larrieu et Jean-Marie Larrieu, sorti en 1999.

## Fiche technique
- Titre : Fin d'été
- Réalisation : Arnaud Larrieu et Jean-Marie Larrieu
- Scénario : Arnaud Larrieu et Jean-Marie Larrieu
- Photographie : Catherine Pujol
- Montage : Annette Dutertre
- Production : Arcadia Films - POM Films
- Pays de production :  France
- Durée : 68 minutes
- Date de sortie : France - 17 mars 1999

## Distribution
- Philippe Suner : Edouard
- Pia Camilla Copper : Diane
- Marie Henriau : Geneviève
- Pierre Maguelon : Roger
- Gilbert Suberroque : Gilbert
- Mireille Herbstmeyer : madame le maire
- Jocelyne Desverchère : Géraldine